# Jan Slottenäs Storband

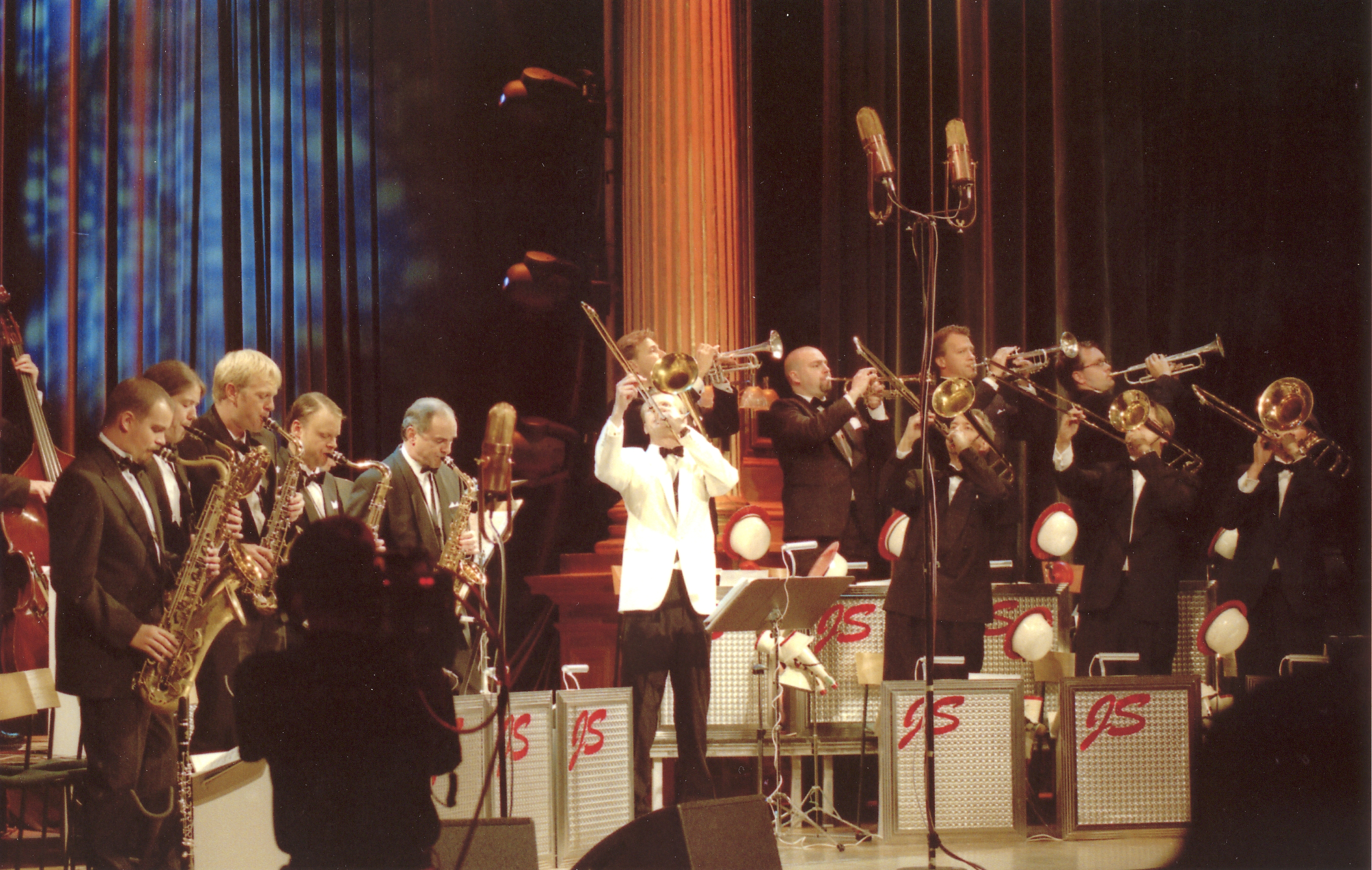
Jan Slottenäs Storband uppträder på Nalen i Stockholm 2001.

Jan Slottenäs Storband var ett svenskt storband som huvudsakligen spelade Glenn Millers musik. Orkestern gick internationellt under namnet Jan Slottenäs Orchestra och blev känd som ett av få toppband i världen profilerat på Glenn Millers musik. Trombonisten Jan Slottenäs startade bandet som 15-åring 1985 i Salem, söder om Stockholm. Från slutet av 1980-talet var orkestern hemmahörande i Stockholm där den spelade på flera platser alltifrån Stadshuset, Skansen, Nalen, Konserthuset, Hasselbacken, Millesgården och Nürnberghuset till Baldakinen, Operaterrassen och Grand Hôtel, där den också svarade för dansmusiken i Vinterträdgården fyra nyårsaftnar.
Åren 1994–2010 gjordes ett trettiotal framträdanden på Stockholms Konserthus, som kom att bli något av hemmaarena. Jan Slottenäs Storband spelade både till dans och konsert, samt show. I Sverige framträdde orkestern totalt i ett fyrtiotal städer.
Under åren 1995–2010 utgavs 8 cd-skivor, varav alla utom den första är inspelade av Gert Palmcrantz. 2001 gjordes en TV-produktion på Nalen, vilken resulterade i två TV-program som dock aldrig visades. Ett av programmen utgavs emellertid på VHS.
Jan Slottenäs Storband genomförde utöver framträdanden i Sverige också turnéer i Norge, Danmark, Finland, Estland och Tyskland samt medverkade två gånger på Glenn Miller Festival i Glenn Millers födelsestad Clarinda, Iowa, USA. Första framträdandena på festivalen var vid Glenn Millers 100-årsjubileum 2004, varefter bandet inbjöds på nytt att medverka med flera framträdanden 2007.
Bandet spelade också tillsammans med ett 30-tal kända svenska gästartister, varav den mest frekvent medverkande var klarinettisten Putte Wickman som gjorde nästan 50 framträdanden med orkestern. Några andra svenska artister som framträtt med orkestern är Lill-Babs, Christer Sjögren, Charlotte Perrelli, Roger Pontare, Meta Roos, Charlie Norman, Sylvia Vrethammar, Jan Lundgren, Ann-Louise Hanson, Arne Domnérus, Malena Ernman, Carli Tornehave, Nina Lizell, Bertil Englund, Annica Risberg, Svante Thuresson, Hayati Kafe, Lars Erstrand och Anna-Lotta Larsson. Bland utländska gästartister som spelat med orkestern kan nämnas klarinettisten Peanuts Hucko, sångerskan Louise Tobin, klarinettisten Antti Sarpila, sångerskan Jan Eberle samt klarinettisten och arrangören Norman Leyden. Bandet medverkade också vid tre tillfällen i TV4 Nyhetsmorgon.
I samband med orkesterns 25-årsjubileum 2010 erbjöds Slottenäs en historisk licens från Glenn Miller Productions, Inc., USA att få leda Glenn Miller Orchestra i Skandinavien. Jan Slottenäs Storband gjorde sitt sista framträdande på Gävle konserthus den 25 april 2010. Samma sommar fick Jan Slottenäs Salems Kommuns kulturstipendium.